# Angelin Velea
Angelin Velea, född den 1 april 1963 i Tulcea, Rumänien, är en rumänsk kanotist.
Han tog bland annat VM-guld i K-2 1000 meter i samband med sprintvärldsmästerskapen i kanotsport 1986 i Montréal.